# Greta Kline
Greta Kline   (Nova York, 21 de març de 1994) o Greta Simone Kline, coneguda anteriorment pel nom artístic Frankie Cosmos, és una cantautora estatunidenca. És coneguda pels seus treballs independents inspirats en la poesia de Frank O'Hara, l'ètica de DIY de K Records i l'escena anti-folk de Nova York dels primers anys 2000. El seu antic nom artístic, Frankie Cosmos, és ara el nom de la seua banda.

## Biografia
Kline va nàixer el 21 de març de 1994 a Nova York, filla de l'actor Kevin Kline i de l'actriu Phoebe Cates. El seu pare és d'ascendència alemanya-jueva i irlandesa i la seua mare té ascendència russa-jueva i xinesa-filipina. Té un germà major, Owen Kline, que és actor i cineasta.
Kline va ser introduïda en la música per la seua família. Tot i que va aprendre a tocar el piano i, breument, la bateria, va triar la guitarra com a instrument principal. Va estudiar a casa durant la major part de l'institut, i paral·lelament va assistir a concerts de rock underground a Nova York i es va involucrar en l'escena musical de Westchester. Posteriorment Kline va assistir a la Universitat de Nova York a la Gallatin School of Individualized Study durant dos anys, i va estudiar anglès i poesia. Però els estudis es feien difícils de compaginar amb les gires i els va abandonar.

## Carrera
Va començar a actuar i gravar de manera independent sota l'àlies Ingrid Superstar, amb el qual va llançar una sèrie d'enregistraments de baixa fidelitat principalment amb el seu compte de Bandcamp. A principis de la dècada de 2010, també es va introduir a la comunitat musical de Purchase College, que la va presentar al segell discogràfic independent Double Double Whammy. A finals de 2011, va començar a actuar sota l'àlies Frankie Cosmos, un nom encunyat per Aaron Maine de la banda Porches, que llavors era la seva parella.
El 2014, Kline va llançar el seu àlbum d'estudi debut Zentropy com Frankie Cosmos, amb la seva banda de suport. El 2015 va publicar l'EP Fit Me In amb Bayonet Records, i amb la mateixa discogràfica l'any següent va llançar el seu segon àlbum d'estudi, Next Thing.
El 12 d'abril de 2017, Frankie Cosmos va anunciar un munt de dates de gira, així com el fet que recentment havia signat per Sub Pop Records, amb qui estava preparant un nou àlbum. El gener de 2018, va llançar el senzill principal Jesse de l'àlbum Vessel. que es va publicar el març d'aquell any. Un any més tard llançava Haunted Items en solitari a la veu i al piano. La banda Frankie Cosmos va llançar el seu quart àlbum d'estudi, Close It Quietly, el setembre de 2019.
Tres de les seves cançons, Fool, The End i Uncrossed Path, es van incloure en dos episodis de la sèrie de Netflix Hilda, i el tema Sappho es va triar per a la sèrie Heartstopper.
L'agost de 2022 la banda va anunciar el seu nou àlbum Inner World Peace via Subpop. El febrer de 2024, va llançar el senzill Guess What to Do / Calling It a Night en col·laboració amb Cody Fitzgerald de Stolen Jars.